# Copa de las Naciones de la OFC 1996
La Copa de las Naciones de la OFC 1996 fue la tercera edición del máximo torneo a nivel de selecciones de Oceanía. Fue también el primer torneo que se disputó con el nombre actual, ya que los campeonatos de 1973 y 1980 habían recibido la denominación de Copa Oceanía.
La Confederación de Fútbol de Oceanía volvió a organizar un torneo continental de selecciones al comenzar a disputarse la Copa FIFA Confederaciones, que exigía a cada continente un campeón cada dos años. Esta edición fue la primera que contó con un proceso clasificatorio, ya que Tahití y las Islas Salomón acudieron como campeones de la Copa Polinesia y Melanesia respectivamente. A estos dos equipos se les sumaron Australia y Nueva Zelanda como únicos participantes.
El campeonato se jugó a base de eliminación directa ida y vuelta sin una sede fija. Por un lado, australianos y neozelandeses disputaron una de las semifinales al jugar la edición 1995 de la Copa Trans-Tasman, en donde Australia fue el vencedor. En el otro partido, Tahití derrotó a las Islas Salomón, con la particularidad que la ida y la vuelta se disputaron con seis meses de diferencia, al contrario del caso de los encuentros de los Socceroos y los All Whites, en donde transcurrió cinco días entre uno y otro.
Finalmente, Australia se impuso ampliamente en la final a los tahitianos ganando 6-0 la ida y 5-0 la vuelta. Significó el segundo título para el seleccionado y la clasificación a la Copa Confederaciones 1997. En contraste, Tahití cayó en la final por tercera vez consecutiva.

## Equipos participantes
Como proceso clasificatorio se utilizaron las ediciones 1994 de la Copa Melanesia, en donde jugaron Fiyi, las Islas Salomón, Nueva Caledonia, Papúa Nueva Guinea y Vanuatu; y de la Polinesia, donde se enfrentaron Samoa, Samoa Americana, Tahití y Tonga. Ambos campeones, los seleccionados salomonense y tahitiano, acompañaron a Australia y Nueva Zelanda, clasificados automáticamente.
| Equipos participantes | Equipos participantes | Equipos participantes | Equipos participantes |
| --------------------- | --------------------- | --------------------- | --------------------- |
| Australia             | Islas Salomón         | Nueva Zelanda         | Tahití                |

## Resultados

### Cuadro
|  | Semifinales   | Semifinales | Semifinales |   |           | Final | Final | Final |  |  |
|  |               |             |             |   |           |       |       |       |  |  |
|  |               |             |             |   |           |       |       |       |  |  |
|  | Nueva Zelanda | 0           | 0           |   |           |       |       |       |  |  |
|  | Australia     | 0           | 3           |   |           |       |       |       |  |  |
|  |               |             |             |   |           |       |       |       |  |  |
|  |               |             |             |   |           |       |       |       |  |  |
|  |               |             |             |   | Australia | 6     | 5     |       |  |  |
|  |               | Tahití      | 0           | 0 |           |       |       |       |  |  |
|  |               |             |             |   |           |       |       |       |  |  |
|  |               |             |             |   |           |       |       |       |  |  |
|  |               |             |             |   |           |       |       |       |  |  |
|  |               |             |             |   |           |       |       |       |  |  |
|  | Islas Salomón | 0           | 1           |   |           |       |       |       |  |  |
|  | Tahití        | 1           | 2           |   |           |       |       |       |  |  |

### Semifinales
| 10 de noviembre de 1995 | Nueva Zelanda | 0:0 | Australia | Queen Elizabeth II, Christchurch                       |  |
|                         |               |     |           | Asistencia: 8000 espectadores Árbitro(s): Barry Tasker |  |

| 15 de noviembre de 1995 | Australia                                | 3:0 (2:0) | Nueva Zelanda | Breakers Stadium, Newcastle                              |                                                          |
|                         | Mori 33' · Wade 45' (pen.) · Spiteri 51' |           |               | Asistencia: 8858 espectadores Árbitro(s): Simon Micallef | Asistencia: 8858 espectadores Árbitro(s): Simon Micallef |

| 17 de noviembre de 1995 | Islas Salomón | 0:1 (0:0) | Tahití       | Lawson Tama, Honiara                                   |                                                        |
|                         |               |           | Rousseau 72' | Asistencia: 15 000 espectadores Árbitro(s): Intaz Shah | Asistencia: 15 000 espectadores Árbitro(s): Intaz Shah |

| 11 de mayo de 1996 | Tahití                    | 2:1 (0:0) | Islas Salomón | Pater Te Hono Nui, Papeete                             |                                                        |
|                    | Rousseau 46' · Gatien 88' |           | Seni 81'      | Asistencia: 15 000 espectadores Árbitro(s): Derek Rugg | Asistencia: 15 000 espectadores Árbitro(s): Derek Rugg |

### Final
| 27 de octubre de 1996 | Tahití | 0:6 (0:5) | Australia                                             | Olympic Stadium, Papeete                               |                                                        |
|                       |        |           | Tapai 5' · Trimboli 20' · Trajanovski 25' 28' 44' 89' | Asistencia: 5000 espectadores Árbitro(s): Barry Tasker | Asistencia: 5000 espectadores Árbitro(s): Barry Tasker |

| 1 de noviembre de 1996 | Australia                                                 | 5:0 (4:0) | Tahití | Bruce Stadium, Canberra                              |                                                      |
|                        | Hooker 11' · Trajanovski 21' 36' 54' · Raumati 31' (a.g.) |           |        | Asistencia: 9421 espectadores Árbitro(s): Intaz Shah | Asistencia: 9421 espectadores Árbitro(s): Intaz Shah |

| Bandera de Australia |
| Campeón Australia    |
| Segundo título       |

## Goleadores
7 goles
- Kris Trajanovski

2 goles
- Jean-Loup Rousseau

1 gol
- Damian Mori
- Ernie Tapai
- Joe Spiteri
- Paul Trimboli
- Paul Wade
- Robbie Hooker
- Robert Seni
- Macha Gatien

Autogol
- Rupena Raumati (ante Australia)

## Clasificación final
| Equipo | Equipo        | Pts | PJ | PG | PE | PP | GF | GC | Dif | Rend  |
| ------ | ------------- | --- | -- | -- | -- | -- | -- | -- | --- | ----- |
| 1      | Australia     | 10  | 4  | 3  | 1  | 0  | 14 | 0  | 14  | 87,5% |
| 2      | Tahití        | 6   | 4  | 2  | 0  | 2  | 3  | 12 | -9  | 50%   |
| 3      | Nueva Zelanda | 1   | 2  | 0  | 1  | 1  | 0  | 3  | -3  | 16,6% |
| 4      | Islas Salomón | 0   | 2  | 0  | 0  | 2  | 1  | 3  | -2  | 0%    |